# Gmina Brzeźnica (Powiat Żagański)
Die Gmina Brzeźnica ist eine Landgemeinde im Powiat Żagański der Woiwodschaft Lebus in Polen. Ihr Sitz ist das gleichnamige Dorf (deutsch Briesnitz) mit 874 Einwohnern (2008).

## Geschichte
Das Gemeindegebiet zählte bis 1945 zum Landkreis Crossen.

## Gliederung
Zur Landgemeinde Brzeźnica gehören folgende Ortschaften (deutsche Namen bis 1945) mit Schulzenamt (sołectwo):
| - Brzeźnica (Briesnitz) - Chotków (Hertwigswaldau) - Jabłonów (Schönbrunn) | - Karczówka (Kalkreuth) - Marcinów (Merzdorf b. Sagan) - Przylaski (Reinshain) | - Stanów (Rengersdorf) - Wichów (Weichau) - Wrzesiny (Wachsdorf) |

Weitere Ortschaften der Gemeinde ohne Schulzenamt sind:
Przyborze (Neudorf), Studnice , Trojanówka und Wojsławice (Altenau).

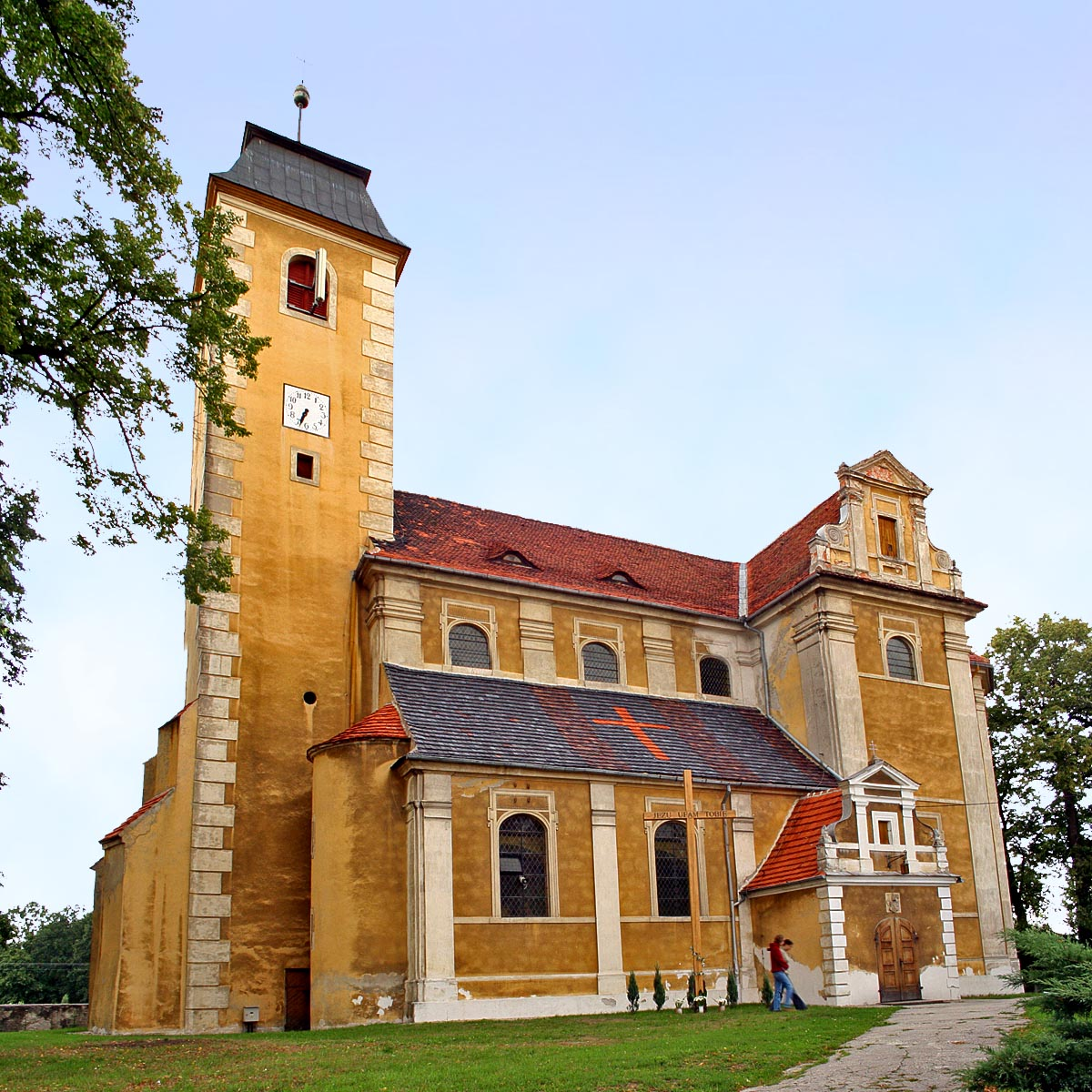
Maria-Magdalena-Kirche in Brzeźnica
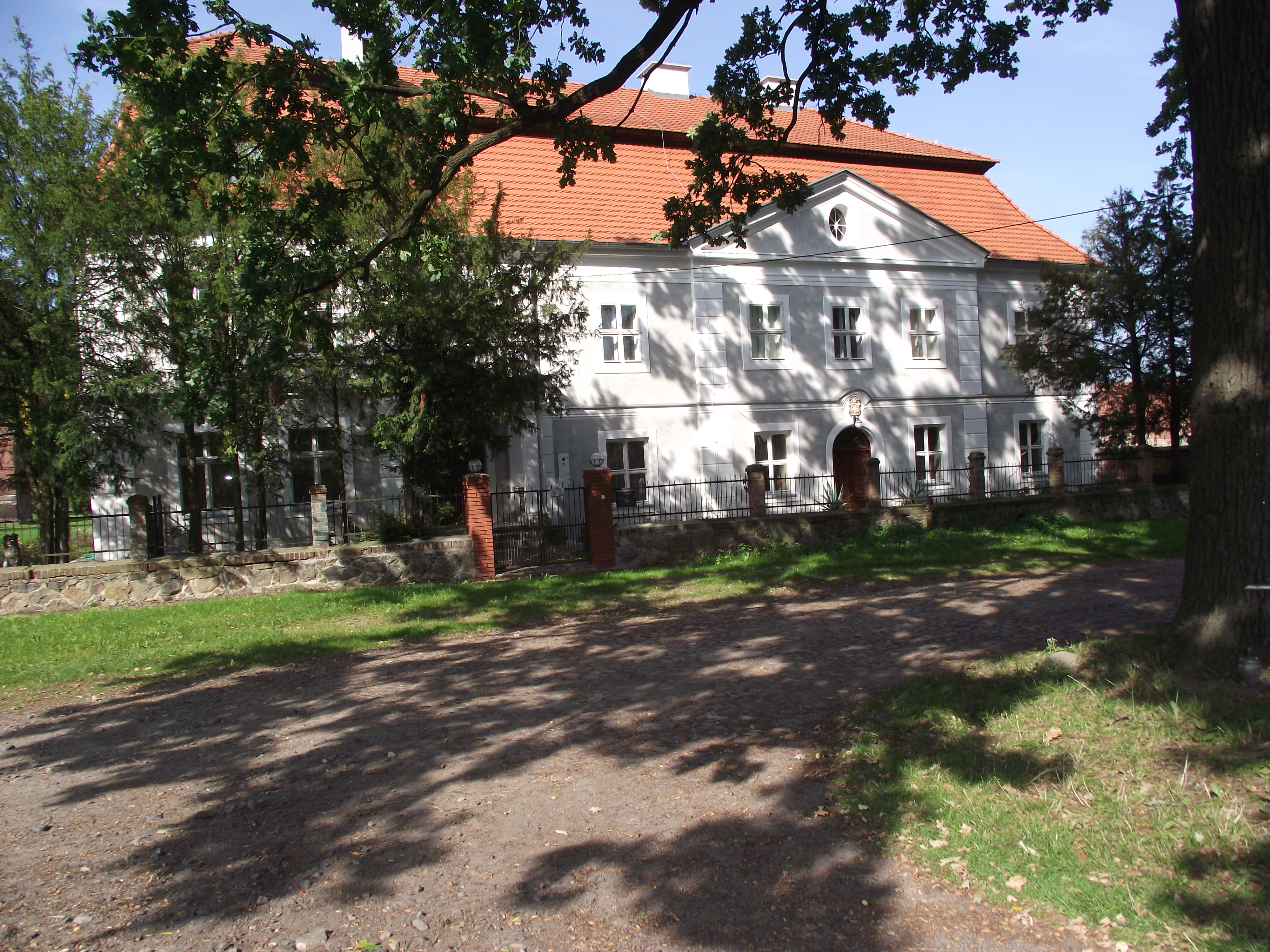
Abtresidenz in Jabłonów
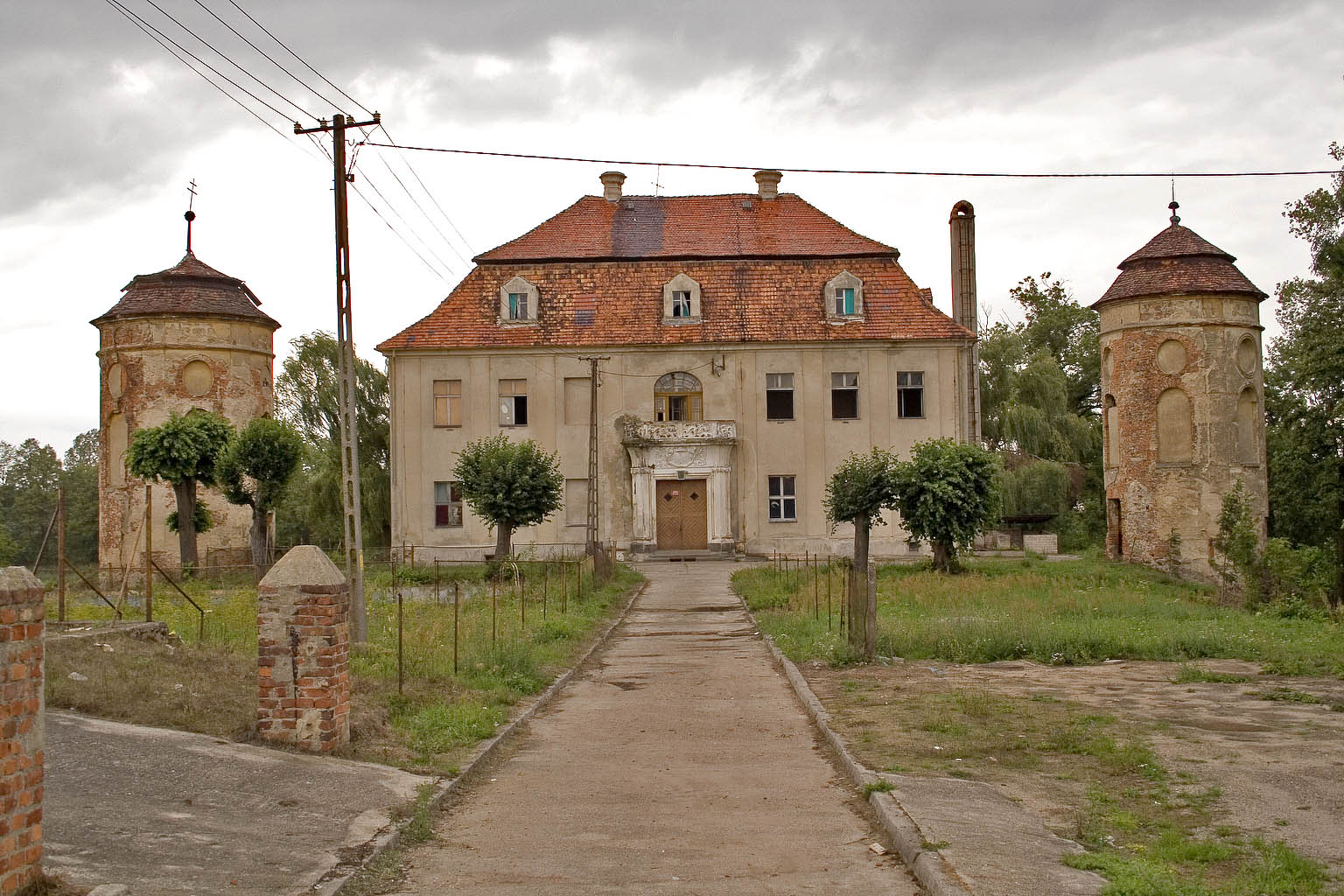
Schloss in Chotków
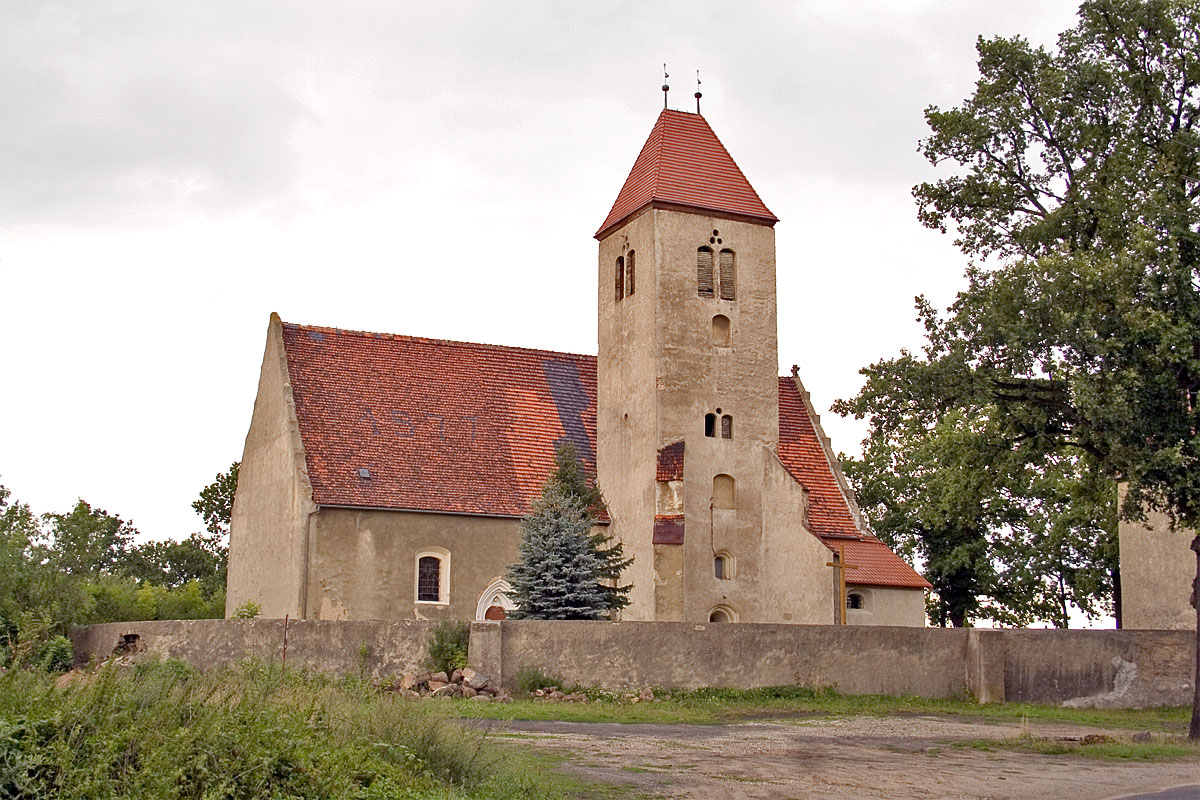
Kirche Mariä Geburt in Chotków